# Vyšný Nefcerský vodopád
Vyšný Nefcerský vodopád je ledovcový, puklinový vodopád ve Vysokých Tatrách v okrese Poprad na severním Slovensku.

## Charakteristika
Nachází se v Kôprovské dolině a jeho podloží je tvořené granodiority. Vodopád vytváří Nefcerský potok, který je nad ním v nadmořské výšce 1875 m široký 2 m. Dosahuje výšky 9 m.

## Přístup
Vodopád není veřejnosti přístupný.